# Olsenita
L'olsenita és un mineral de la classe dels fosfats.

## Característiques
L'olsenita és un fosfat de fórmula química KFe₄(PO₄)₃. Va ser aprovada com a espècie vàlida per l'Associació Mineralògica Internacional l'any 2023 i publicada el mateix any. Cristal·litza en el sistema ortoròmbic.
L'exemplar que va servir per a determinar l'espècie, el que es coneix com a material tipus, es troba conservat a les col·leccions de meteorits del departament de ciències atmosfèriques i de la Terra de la Universitat d'Alberta, al Canadà, amb el número de mostra: met11814.

## Formació i jaciments
Va ser descoberta al meteorit El Ali, recollit a la regió de Hiran, a Somàlia, sent aquest l'únic indret de tot el planeta on ha estat descrita aquesta espècie mineral.